# Grzegorz Płaczek
Grzegorz Adam Płaczek (ur. 13 maja 1978 w Tarnowskich Górach) – polski polityk, przedsiębiorca i poseł na Sejm X kadencji.

## Życiorys
Ukończył studia na kierunku Zarządzanie i Marketing na Górnośląskiej Wyższej Szkole Handlowej w Katowicach. Rozpoczął studia doktoranckie na Głównej Szkole Handlowej w Warszawie w zakresie nauk ekonomicznych. Pracował jako fotograf ślubny, jest autorem poradników fotografii ślubnej oraz współtwórcą poradnika dotyczącego fotografii noworodkowej. Przez ponad rok był ambasadorem marki aparatów Nikon w Polsce.

### Działalność polityczna
W 2021 założył fundację Nowe Spektrum, która prowadzi m.in. działalność wydawniczą publikacji Grzegorza Płaczka o tematyce politycznej i społecznej oraz zajmuje się propagowaniem treści krytykujących Światową Organizację Zdrowia, a także pomocą prawną w związku z obostrzeniami sanitarnymi.
W wyborach parlamentarnych w 2023 roku kandydował z pierwszego miejsca listy Konfederacji w okręgu 31; uzyskał mandat z wynikiem 18 648 głosów. Został członkiem sejmowych komisji zdrowia oraz edukacji.
Bezskutecznie kandydował w wyborach do Parlamentu Europejskiego w 2024 roku, otrzymując 8 927 głosów w okręgu dolnośląsko-opolskim. 
W styczniu 2025 roku został przewodniczącym klubu poselskiego Konfederacji.

## Poglądy
Jest przeciwnikiem „dyktatu globalistów”, wypowiadał się wielokrotnie przeciwko obowiązkowi noszenia maseczek oraz przeciwko obowiązkowym szczepieniom lekarzy. Opowiadał się także przeciwko zaangażowaniu Polski w pomoc Ukrainie w związku z inwazją Rosji na ten kraj, a także przeciwko przyjmowaniu uchodźców z Ukrainy uważając, że wpłyną oni negatywnie na demografię Polski. Grzegorz Płaczek wypowiadał się również przeciwko powołaniu Moniki Horny-Cieślak na stanowisko Rzecznika Praw Dziecka, ponieważ ta poparła akcję solidarnościową z osobami LGBT+ (tzw. Tęczowe Piątki), co nazwał ideologizacją dzieci.

## Kontrowersje
W trakcie pandemii COVID-19 podawał fałszywe informacje dotyczące szczepień oraz zmanipulowane dane dotyczące m.in. śmiertelności dzieci w trakcie pandemii (śmiertelność osób w wieku 1-17 lat w Polsce wyniosła 0,007% a nie jak twierdził Grzegorz Płaczek - 0,0001%) oraz stosunku poziomu wyszczepienia do liczby zgonów co weryfikowały organizacje fact-checkingowe takie jak Demagog i fakenews.pl. Grzegorz Płaczek niezgodnie z prawdą twierdził, że Ministerstwo Zdrowia nie ma wyników badań świadczących o tym, że osoby zaszczepione przeciw COVID-19 zarażają w mniejszym stopniu niż niezaszczepione. Wypowiadał się również przeciwko szczepieniom na HPV, przedstawiając przy tym zmanipulowane informacje dot. zachorowalności na raka szyjki macicy.
Przedstawiał fałszywe i zmanipulowane informacje na temat tzw. turystyki emerytalnej Ukraińców, co zweryfikowała organizacja fact-checkingowa Wojownicy Klawiatury, a portal Konkret24 ocenił jako manipulację tezę Grzegorza Płaczka na temat darmowych mieszkań dla Ukraińców.

## Życie prywatne
Od 2011 zamieszkały w Kobiórze w województwie śląskim. Mąż Aliny, z którą ma córkę. Z pierwszego małżeństwa z Małgorzatą (rozwód w 2013) ma córkę i syna.

## Wyniki wyborcze
| Wybory | Komitet wyborczy                | Komitet wyborczy                     | Organ           | Okręg        | Wynik          |
| ------ | ------------------------------- | ------------------------------------ | --------------- | ------------ | -------------- |
| 2023   |                                 | Konfederacja Wolność i Niepodległość | Sejm X kadencji | nr 31        | 18 648 (3,54%) |
| 2024   | Parlament Europejski X kadencji | Konfederacja Wolność i Niepodległość | nr 12           | 8927 (0,78%) |                |